# Мокгопонг-Модимолле
Мокгопонг-Модимолле (англ. Mookgophong/Modimolle Local Municipality) — местный муниципалитет ЮАР в районе Ватерберх провинции Лимпопо. Создан при слиянии местных муниципалитетов Мокгопонг и Модимолле после муниципальных выборов 3 августа 2016 года.
Совет состоит из 28 членов, которые выбираются по смешанной избирательной системе. 14 членов выбираются по системе относительного большинства в 9 избирательных округах. По результатам муниципальных выборов 3 августа 2016 года 13 мест в совете занимает Африканский национальный конгресс. Мэром 26 августа был выбран представитель Демократического альянса, который имеет 7 мест в совете по результатам муниципальных выборов 3 августа 2016 года.